# 砒銅鉱
砒銅鉱（ひどうこう、Domeykite）は、化学式がCu3Asで表される銅の砒化鉱物である。結晶構造は立方晶系であるが結晶はごく稀で、通常は不規則かブドウの房状の塊である。不透明であり、モース硬度は3 - 3.5で、比重は7.2 - 8.1。強い金属光沢が特徴で、粉末になりにくい。
アルゴドン鉱とともに、最も元素鉱物に近い硫化鉱であり、本鉱とアルゴドン鉱、自然銅の混合物の塊をモハウク鉱 (mohawkite) と呼ぶ。
1845年に、コキンボ（チリ）のアルゴドン銀山で初めて発見され、ドイツの鉱物学者ヴィルヘルム・フォン・ハイディンガー（Wilhelm von Haidinger）によりポーランドの鉱物学者であるイグナシー・ドメイコにちなみ命名された。

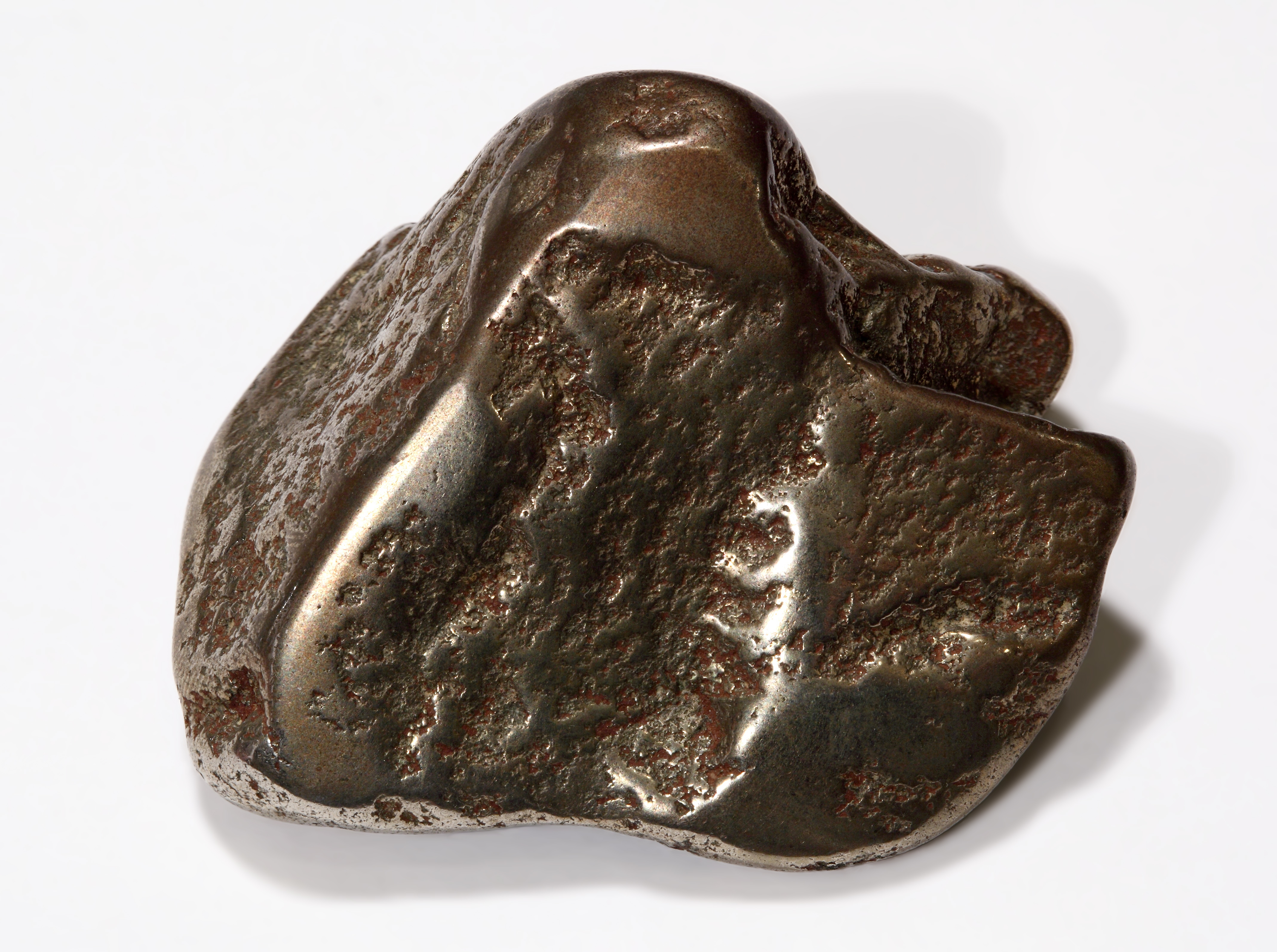
モハウク鉱の塊